# Gómez Manrique (adelantado mayor de Castilla)

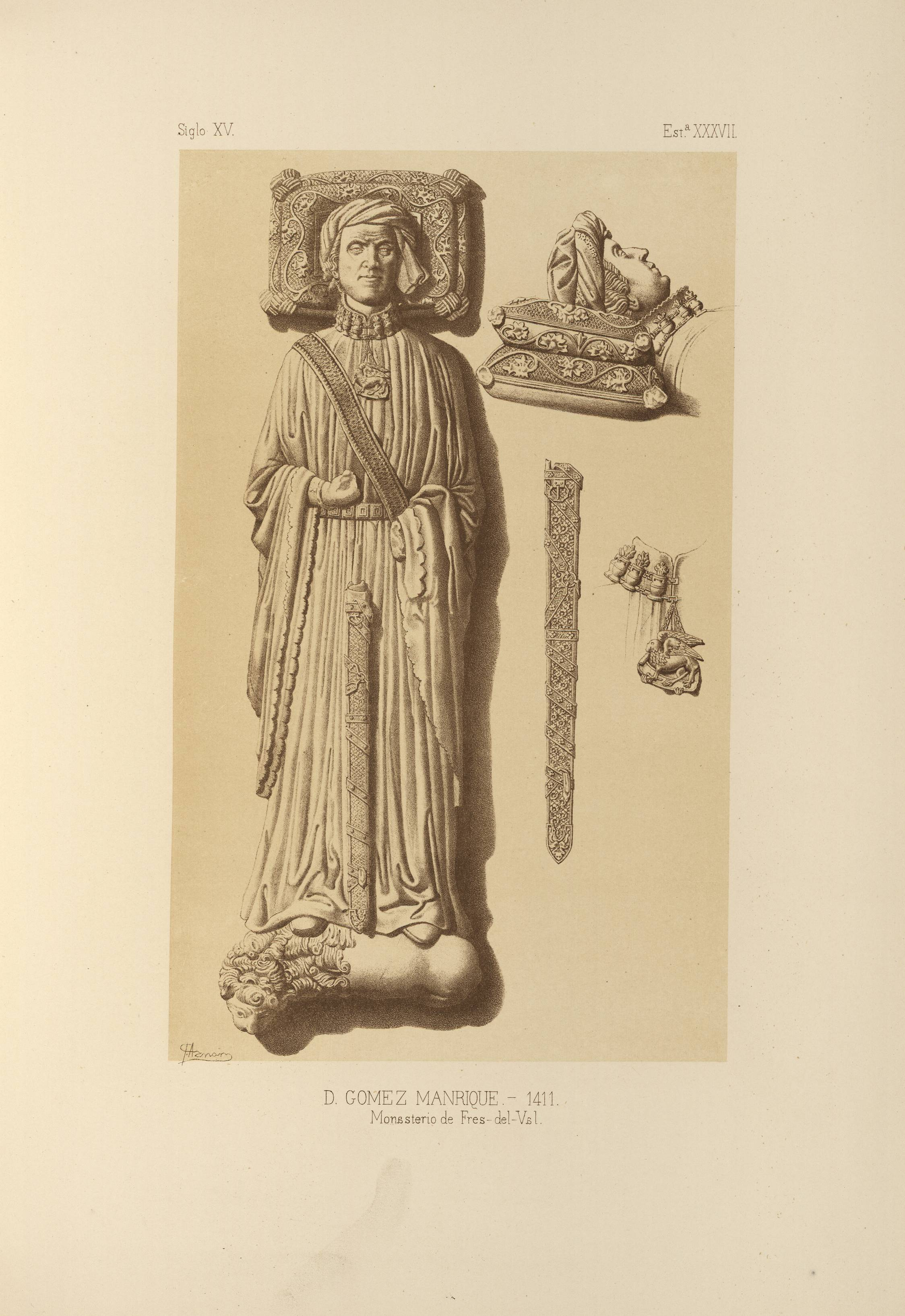
D. Gómez Manrique – 1411. Monasterio de Fres-del-Val

Gómez Manrique (c. 1356-1411) fue adelantado mayor de Castilla.

## Biografía
Nacido hacia 1356, falleció en 1411. Adelantado mayor de Castilla, fue fundador del monasterio de Fresdeval, donde fue enterrado. Su sepulcro aparece en una lámina de la obra Indumentaria española: documentos para su estudio, desde la época visigoda hasta nuestros dias (1881), ilustrada por Francisco Aznar. No tuvo hijos varones.
En la obra El gran diccionario historico, o Miscellanea curiosa de la Historia Sagrada y profana (1753) se comenta sobre él lo siguiente:

XVII. Gomez Manrique, nació el año 1356 de una concubina, antes que caſara fu padre, fue ſeñor de ſanta - Gadea, Requena, Fromiſta, &c. Adelantado mayor de Caſtilla, y murio el año 1411. Havia caſado con Sancha de Roxas, ſeñora de Santa Gadea, hija de Rodrigo Diaz ſeñor de Roxas, de la qual tuvo á Mencia, ſeñora de Santa - Gadea, Sotopalacios y Villavera, que caſo con Juan de Padilla, adelantado mayor de Caſtilla; á Maria, ſeñora de Fromiſta y Arcos, que caſo con Gomez de Benavidez, ſeñor de Mota; á Tereʃa, ſeñora de Villareal, que caſo con Juan de Avendaño; á Juana, ſeñora de Amaya que caſo con Pedro Manuel, ſeñor de Monte-Alegre; y á Elvira Manrique, ſeñora de Requena, muger de Juan Rodriguez, ſeñor de Poza.

En las Crónicas de los Reyes de Castilla (1877) de Cayetano Rosell, en una serie de semblanzas ordenadas por Fernán Pérez de Guzmán y corregidas por Lorenzo Galíndez de Carvajal, figura sobre Gómez Manrique el siguiente texto:

Gomez Manrique, Adelantado de Castilla, fué hijo bastardo del Adelantado Pedro Manrique el viejo é fue dado en rehenes al Rey de Granada con otros hijos de caballeros de Castilla, é como era niño, por inducimiento y engaño de los Moros tornóse Moro, é desque fué hombre, conosció el error en que vivia, é vínose á Castilla é reconcilióse á la fe christiana. Fué este Gomez Manrique de Lara de buena altura y fuertes miembros, bazo é calvo, y el rostro grande, la nariz alta, buen caballero, ardid, cuerdo, é bien razonado y de gran esfuerzo, muy sobervio é porfioso, buen amigo, é cierto con sus amigos, mal ataviado de su persona, pero su casa tenia bien guarnida. Como quier que verdadero fuese é cierto en sus hechos, pero por manera de alegría, ó por hacer gasajado á los que con él estaban, contaba algunas veces cosas estrañas é maravillosas que habia visto en tierra de Moros, las quales eran graves é dubdosas de creer. Murió de edad de cinqüenta é cinco años; yace enterrado en un Monesterio que él hizo, que llaman Fres del Val.